# Kia Center
Kia Center, känd från 2010 till 2023 som Amway Center, är en sport- och underhållningsarena i Orlando, Florida, USA. Arenan öppnade 1 oktober 2010 och är hemmaarena för NBA-laget Orlando Magic, Orlando Solar Bears i ECHL och Orlando Predators i National Arena League.
Amway Center var värd för 2012 NBA All-Star Game och 2015 ECHL All-Star Game. Det var också värd för några matcher i omgång 64 och omgång 32 i NCAA Division I Basketball Tournament för män 2014 och 2017. Den 14 januari 2013 röstade Arena Football Leagues styrelse för att tilldela ArenaBowl XXVI till Orlando sommaren 2013.
Arenan har också varit värd för flera lokala tävlingar, såväl som professionella brottningsevenemang av den professionella brottningskampanjen WWE, särskilt 2016 Royal Rumble Pay-per-view. På grund av covid-19-pandemin tog kampanjen ett långvarigt uppehåll på Amway Center från 21 augusti–7 december 2020. Under denna vistelse sände WWE sina program från ett arrangemang utan publik, som kallas WWE ThunderDome. Kampanjen flyttade till Tropicana Field i St. Petersburg, Florida på grund av starten av ECHL- och NBA-säsongerna 2020–21. 

## Historik
Före Downtown Master Plan 3 hade ägarna av Orlando Magics, ledda av miljardären, Amways grundare, Richard DeVos och svärsonen Bob Vander Weide, pressat staden Orlando för en ny arena i nästan tio år. Amway Arena byggdes 1989, före den senare eran av tekniskt avancerade underhållningsarenor. Med brådskan att bygga nya arenor i NBA (och sport i allmänhet) blev den snabbt en av de äldsta arenorna i ligan.
Den 29 september 2006, efter år av till-och-från-förhandlingar, tillkännagav Orlandos borgmästare Buddy Dyer, Orange Countys borgmästare Richard Crotty och Orlando Magic ett avtal om en ny arena i centrala Orlando, belägen i det sydvästra hörnet av Church Street och Hughey Avenue. Själva arenan kostade runt 380 miljoner dollar, med ytterligare 100 miljoner dollar för mark och infrastruktur, till en total kostnad på 480 miljoner dollar (den 8 mars 2011 förväntades arenan ligga inom 10 miljoner dollar av den beräknade kostnaden). Det är en del av en plan på 1,05 miljarder dollar för att göra om Orlando Centroplex med en ny arena, ett nytt scenkonstcenter på 375 miljoner dollar och en utbyggnad på 175 miljoner dollar av Citrus Bowl. När det tillkännagavs i media den 29 september hänvisades det till som "Triple Crown for Downtown".
Som en del av Amways namnrättigheter till den gamla Amway Arena, fick företaget förköpsrätt för namnrättigheter till den nya arenan, och utövade dessa rättigheter och tillkännagav ett namnavtal på 40 miljoner dollar för att namnge arenan Amway Center den 3 augusti 2009.
Den 20 december 2023 döptes arenan om till Kia Center via ett sponsoravtal med Kia America, det amerikanska dotterbolaget till Kia Motors.

## Byggnad

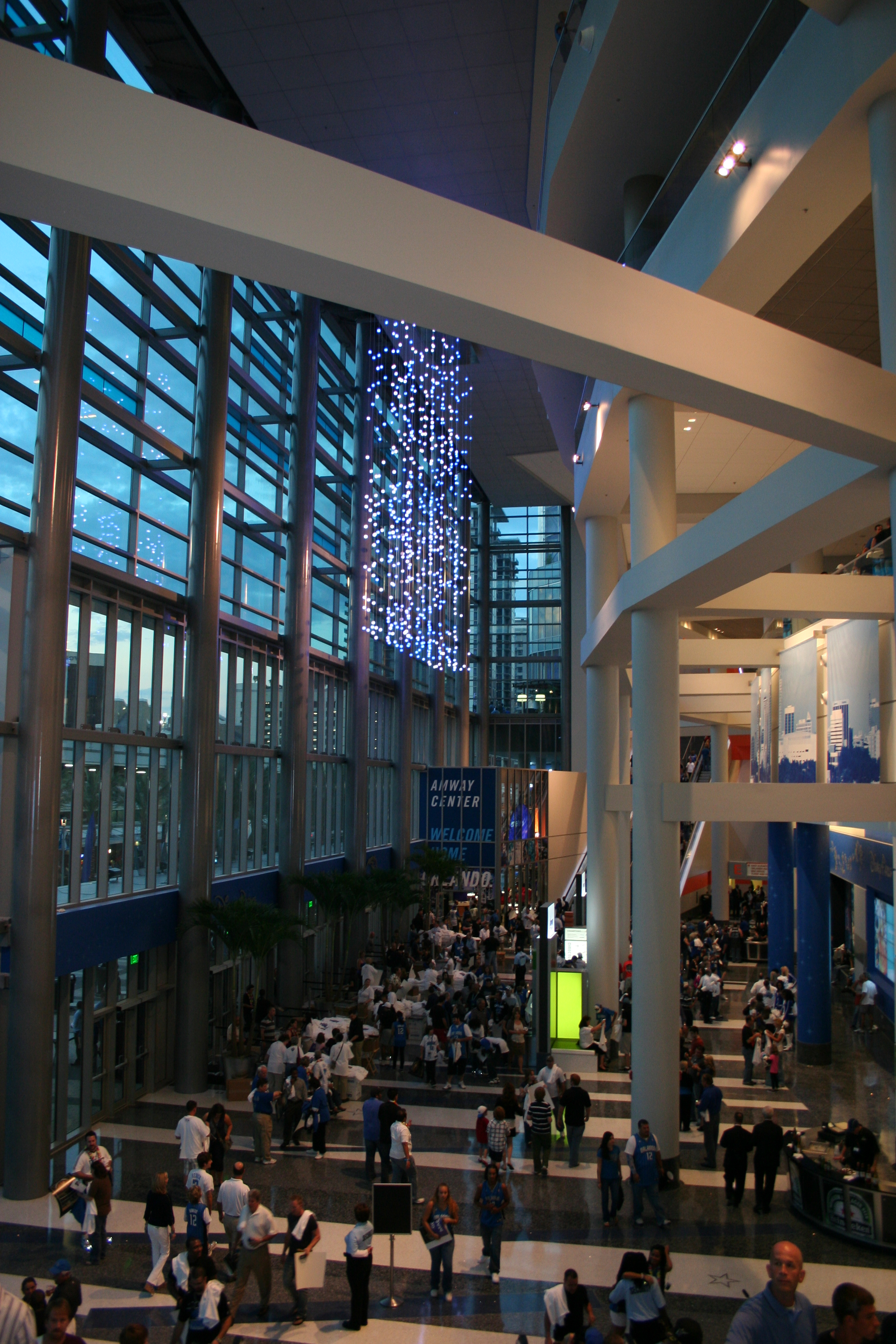
Amway Center huvudentré vid öppningsmatchen 2010–11 grundserien Orlando Magic

Populous (tidigare HOK Sport) utsågs till arkitekt den 3 augusti 2007, med Smith Seckman Reid och Walter P Moore Engineers and Consultants som planeringspartners.
Den kalifornienbaserade konstkuratorn Sports and the Arts samlade Amway Center Art Collection. Samlingen omfattar mer än 340 konstverk, inklusive cirka 200 fotografier av museikvalitet. Fjorton av de 21 konstnärerna i samlingen representerar Central Florida. Amway Center Art Collection innehåller över 140 konstmålningar och original med blandade media, över 200 fotografier och grafiska väggbehandlingar som framhäver både Orlando Magic och andan i Orlando och centrala Florida.
Som svar på ett utmanande 876 000 SF-program var tanken med Amway Events Center att förmedla dess olika sammanhang med upphöjda motorvägar, centrala affärsdistrikt och låghus. Den enkla, plana formen av prefabricerad aluminium och glas ger en tidlös medborgerlig kvalitet. Soliditet hos det förgjutna aluminiumhöljet poängteras på noggrant övervägda platser med vida glasytor och en kristallklar entrélobby, som vetter mot den historiska Church Street, vilket suddar ut gränsen mellan insidan och utsidan.
Den upphöjda motorvägen I-4 som gränsar till platsens östra sida utgjorde en tydlig utmaning och hotade att koppla bort arenan både fysiskt och känslomässigt från centrumkärnan. Som svar är hörnet av arenan förankrat av ett genomskinligt torn som badar i färgskiftande LED-belysning som annonserar framförande av sport- och underhållningsaktiviteter samtidigt som det markerar anläggningen inom den platta topografin i centrala Orlando. Detta torn är både arkitektoniskt och utnyttjat – inrymmer Orlando Magic Team Store, Big Storm Brewing Company – ett bryggeri på plats som är kopplat till atriumet och "Sky Lounge" eller "One 80" Sky Bar. De två sistnämnda är yttre utrymmen som drar full nytta av det varma Orlandoklimatet, utsikten över torget nedanför och stadsbebyggelsen utanför. Ytterligare koppling till stadens centrum uppnås genom en 12 × 18 meter LED-videofunktion som kopplat till centrum från en upphöjd fasadposition ovanför motorvägen.
Amway Center är en av de mest tekniskt avancerade mötesplatserna i världen. Inuti byggnaden finns en unik centerhängd installation, tillverkad av Daktronics i Brookings, South Dakota, den högsta i någon NBA-arena. Den maximerar kreativa programmeringsmöjligheter genom att använda högupplöst, 6 mm-pixelteknik på var och en av de 18 skärmarna, bland annat två digitala ringskärmar och fyra avsmalnande hörn. Ytterligare skärmar som cirka 640 m digitala bandtavlor, varav den största är en 360-graders 340 m skärm som omger hela publikläktaren. Dessa skärmar har förmågan att visa rörlig grafik och innehåll i realtid, såsom statistik i matchen, resultat på andra arenor och textningsinformation. Utanför byggnaden använder en stor skärm mer än 5 000 Daktronics ProPixel LED-stickor, var och en en meter lång, som utgör en 14 x 16-meters videoskärm. Denna skärm når miljontals bilister som färdas förbi Amway Center på Interstate 4.